# Cephalaria sumbuliana
Cephalaria sumbuliana är en tvåhjärtbladig växtart som beskrevs av Göktürk. Cephalaria sumbuliana ingår i släktet jätteväddar, och familjen Dipsacaceae. Inga underarter finns listade i Catalogue of Life.